# فيل مورغان
فيل مورغان (بالإنجليزية: Phil Morgan)‏ (18 ديسمبر 1974 بستوك أون ترينت في المملكة المتحدة - ) هو لاعب كرة قدم بريطاني في مركز حراسة المرمى. لعب مع إيبسويتش تاون وستوك سيتي وماكليسفيلد تاون ونادي تشيسترفيلد ونادي ساوثبورت ونادي هاليفاكس تاون ونادي هدنسفورد تاون.

## وصلات خارجية
- فيل مورغان على موقع قاعدة بيانات كرة القدم.إي يو (الإنجليزية)
- فيل مورغان على موقع Soccerbase.com (لاعب) (الإنجليزية)
- فيل مورغان على موقع عالم كرة القدم.نت (الإنجليزية)